# Площадь Свободы (Ереван)
Площадь Свобо́ды (арм. Ազատության հրապարակ) также известна как Оперная площадь (арм. Օպերայի հրապարակ), до 1991 года Театральная площадь (арм. Թատերական հրապարակ) — площадь в Ереване, в центральном административном районе Кентрон. Один из общественных и культурных центров города. Наряду с Площадью Республики, является одной из двух главных площадей Еревана. Площадь Свободы примыкает к южному торцу здания Национального академического театра оперы и балета. Другими границами площади служат улицы Теряна, Туманяна и проспекты Маштоца и Саят-Новы.

## История
Площадь построена совместно с зданием театра оперы и балета имени Александра Спендиаряна. Могила Александра Спендиаряна находится в парке, окружающем площадь.
В 1957 году на площади были установлены бронзово-гранитные статуи Ованеса Туманяна и Александра Спендиаряна приуроченному к 40-летию Октябрьской революции.
28 августа 2008 года правительство Армении приняло решение о начале строительства подземной автостоянки под площадью, чтобы разгрузить прилегающие улицы. Трехэтажная автостоянка на 500 автомобилей была открыта 24 мая 2010 года при участии мэра Еревана Гагика Бегларяна и президента Сержа Саргсяна. Стоимость строительства автостоянки составила около 4 миллиардов драмов.

## Сквер
На восточной стороне площади на пересечении улиц Туманяна и Теряна в начале 1960-х годов устроен искусственный водоём — «Лебединое озеро», напоминающий по форме озеро Севан.
4 июля 2003 года около площади, на берегу «Лебединого озера» установлен памятник в память выдающегося армянского и советского композитора Арно Бабаджаняна.
В марте 2019 года мэрия Еревана демонтировала ряд кафе, построенных в зеленой зоне площади.
4 ноября 2022 года в честь 100-летнего юбилея дирижера Огана Дуряна был открыт его памятник возле сквера площади. Автором памятника является скульптор Гетик Багдасарян.

## В политике
Из-за традиции проведения демонстраций на площади ее называют «символом демократии». Площадь может вместить до 50 000 человек.

### Карабахское движение
После карабахского движения в феврале 1988 года площадь Свободы стала центром народных демонстраций. Для подавления демонстраций площадь несколько раз закрывалась в течение 1988 года советской милицией и вооруженными силами.

### Послевыборные протесты
После обретения Арменией независимости в 1991 году площадь была основным местом проведения антиправительственных митингов, особенно после президентских выборов 1996, 2003, 2008 и 2013 годов.

## Галерея

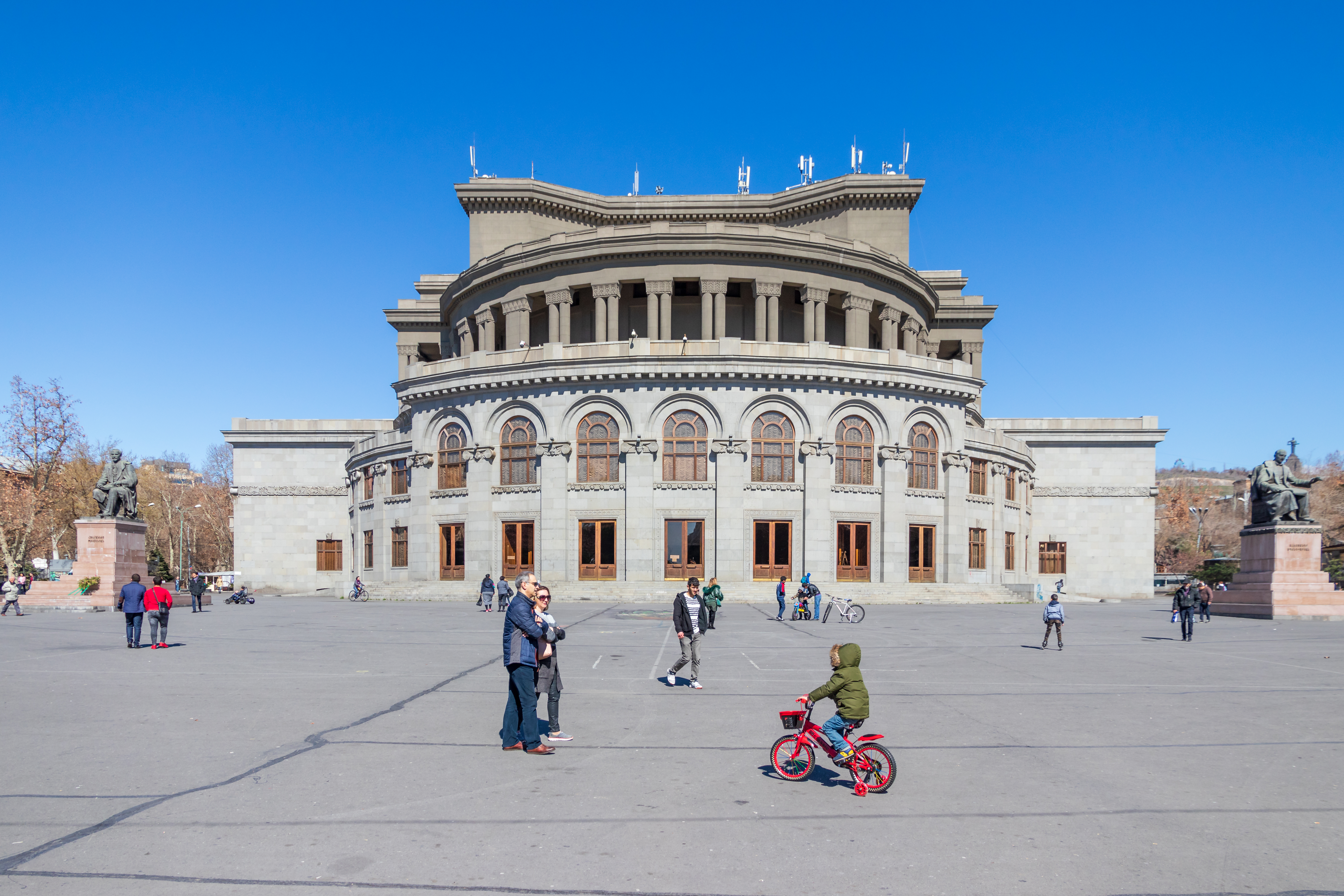
Общий вид площади
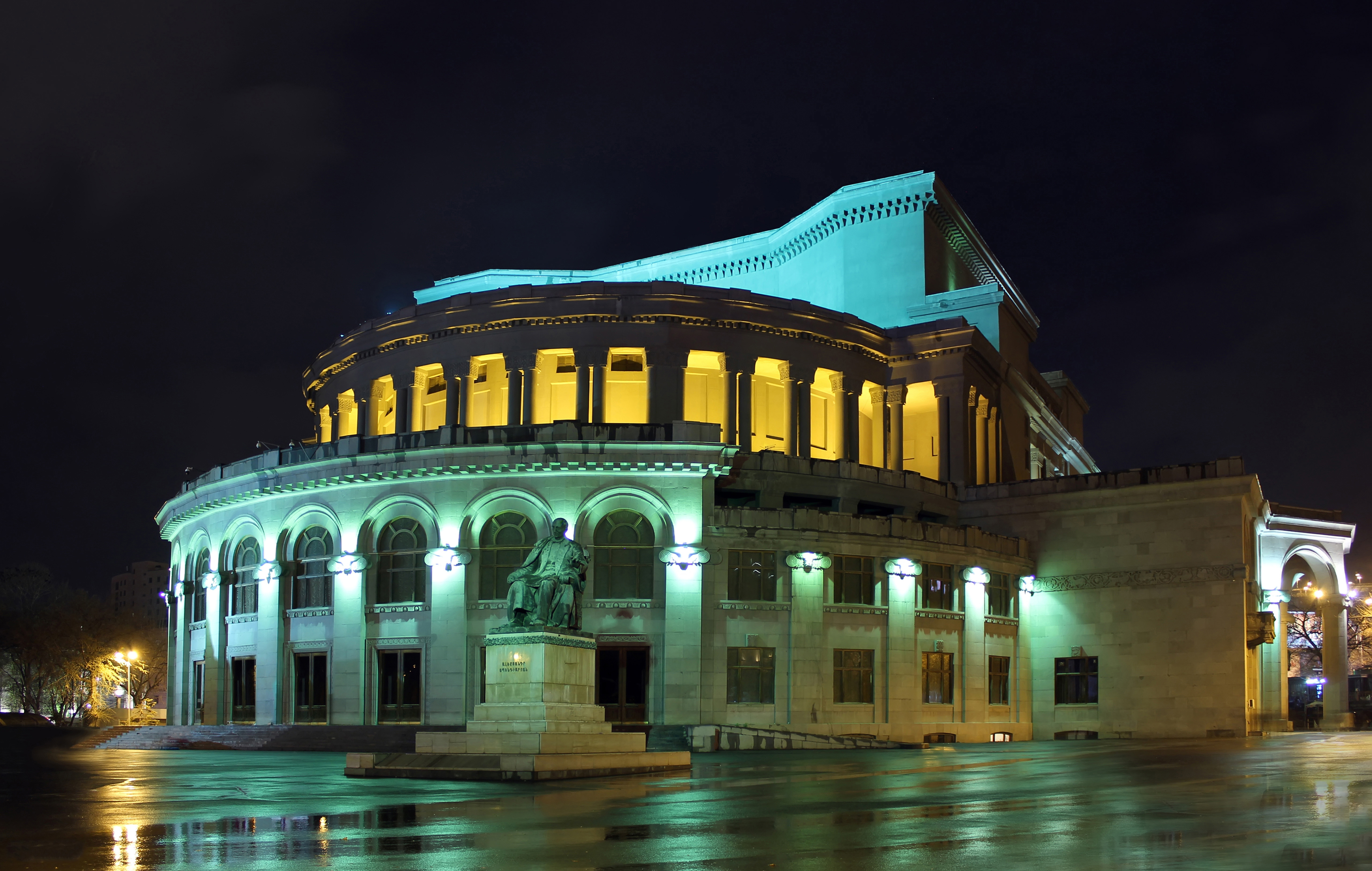
Площадь ночью
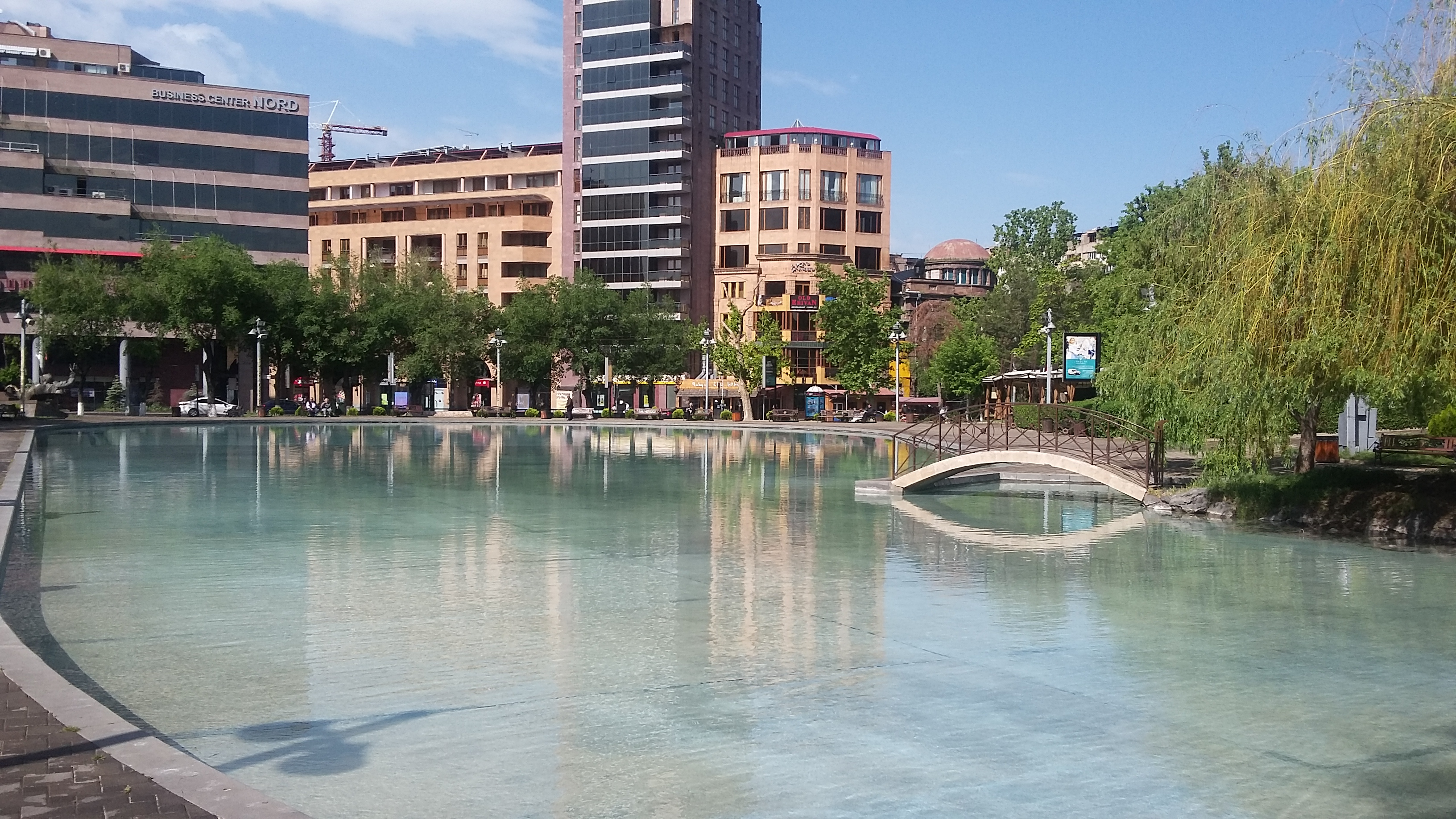
«Лебединое озеро»
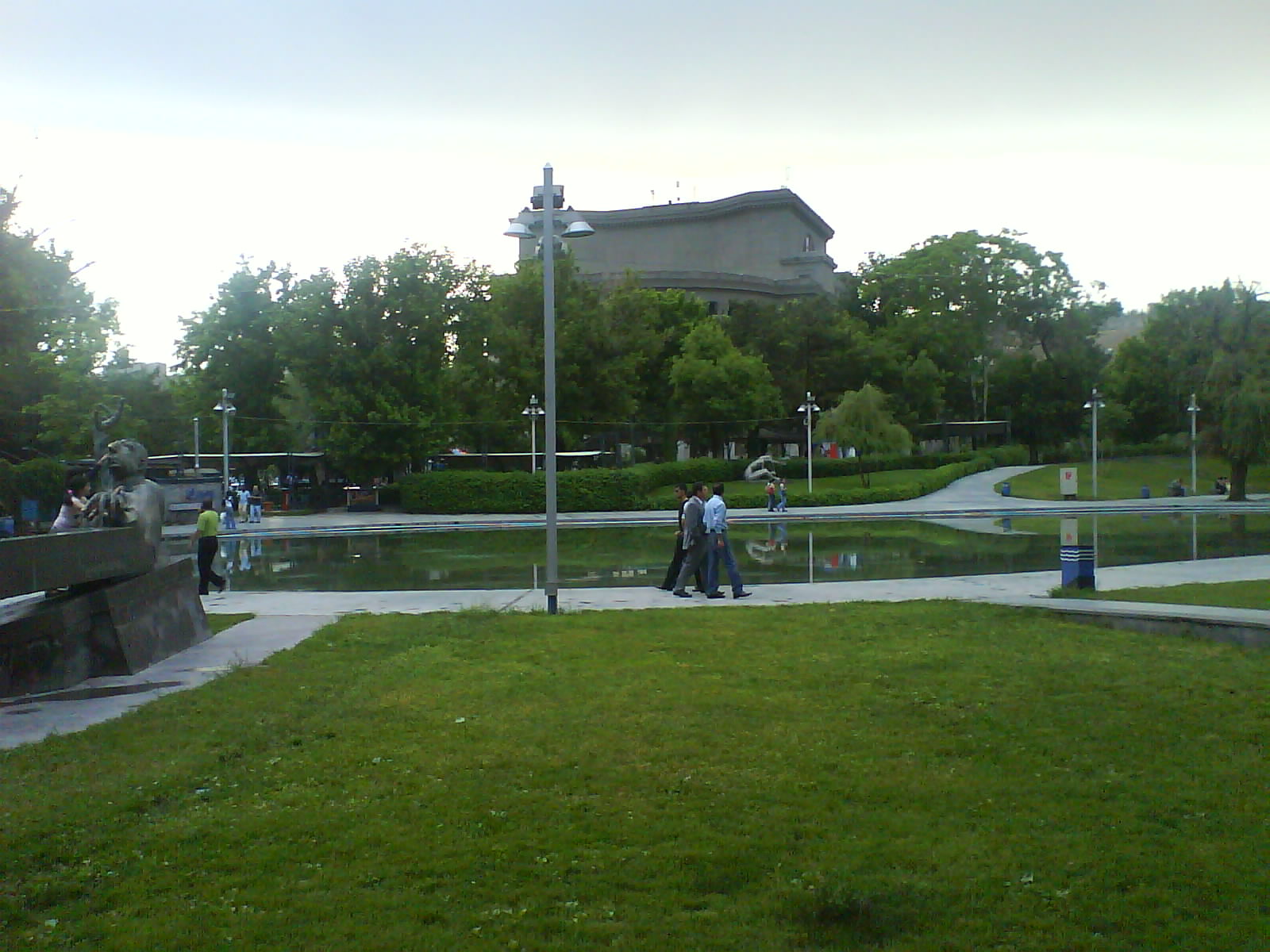
Сквер возле площади
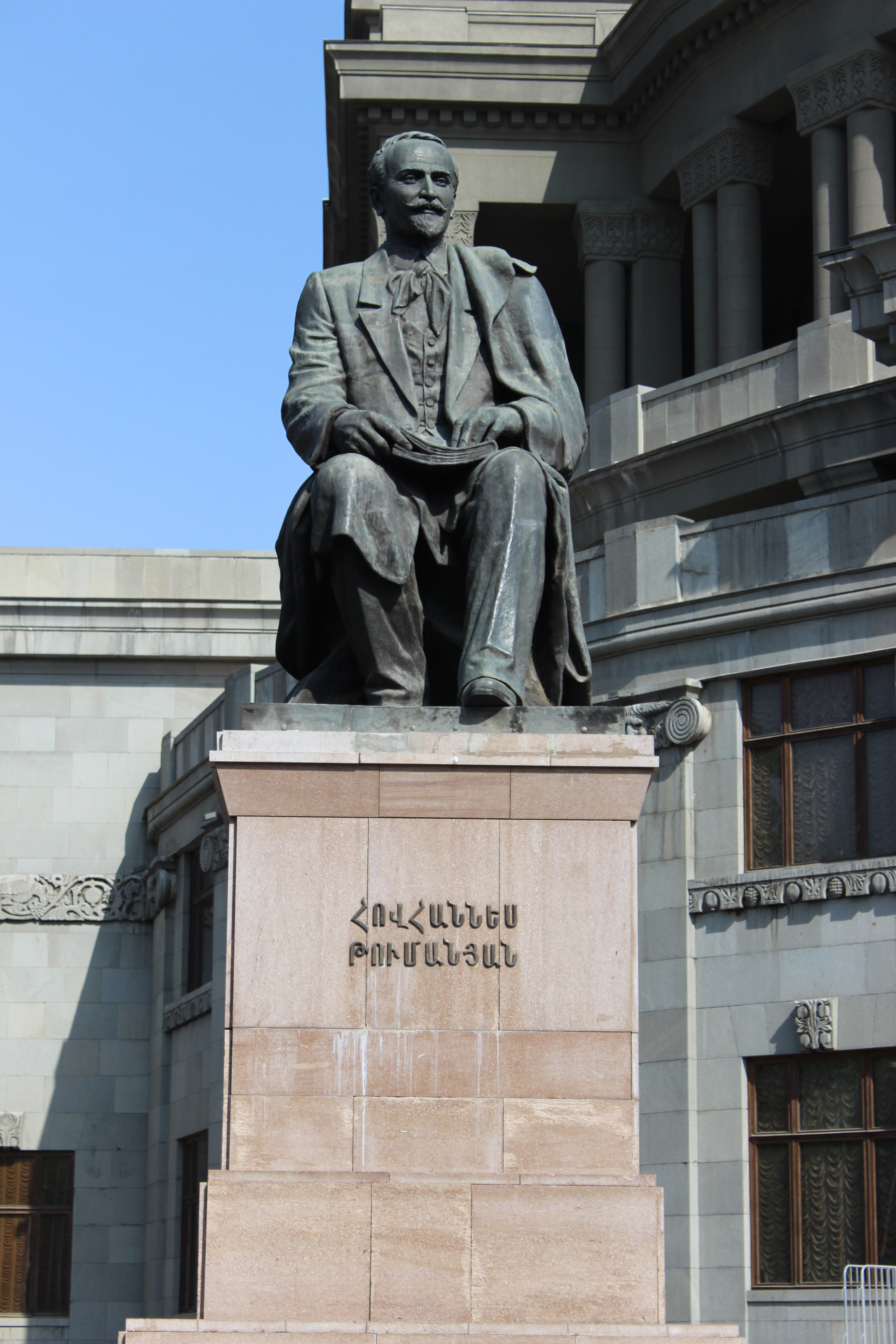
Памятник Ованеса Туманяна
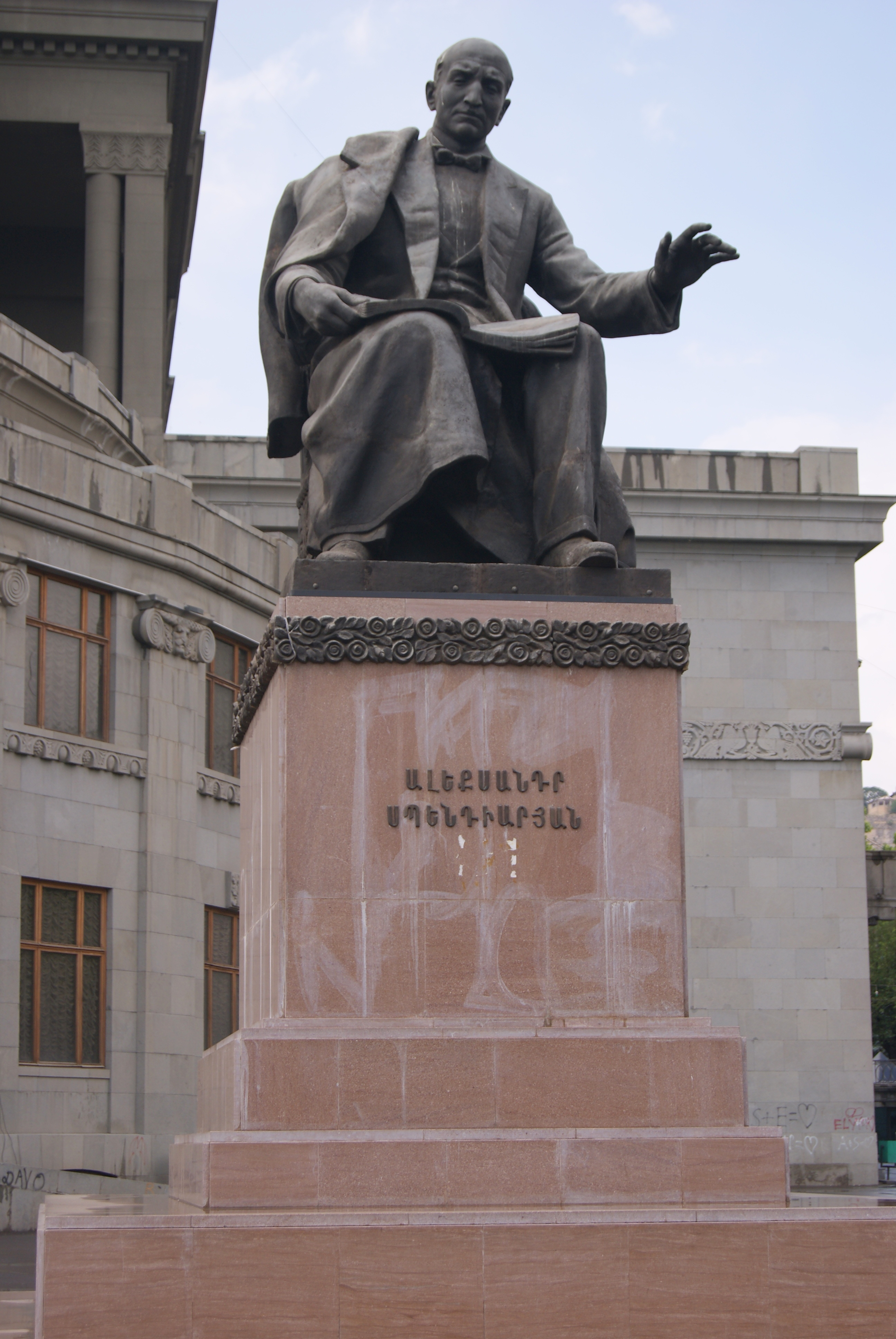
Памятник Александра Спендиаряна
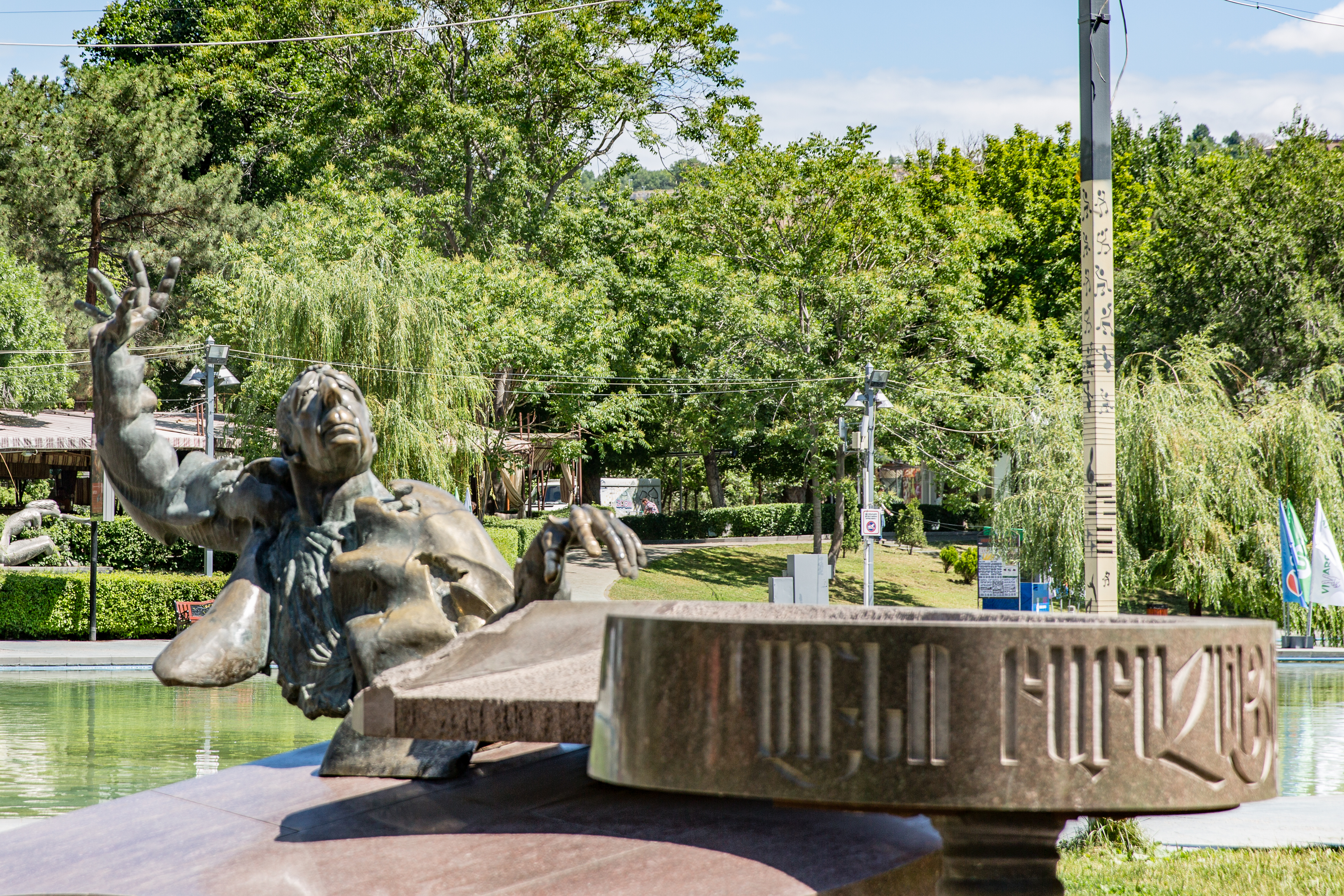
Памятник Арно Бабаджаняна
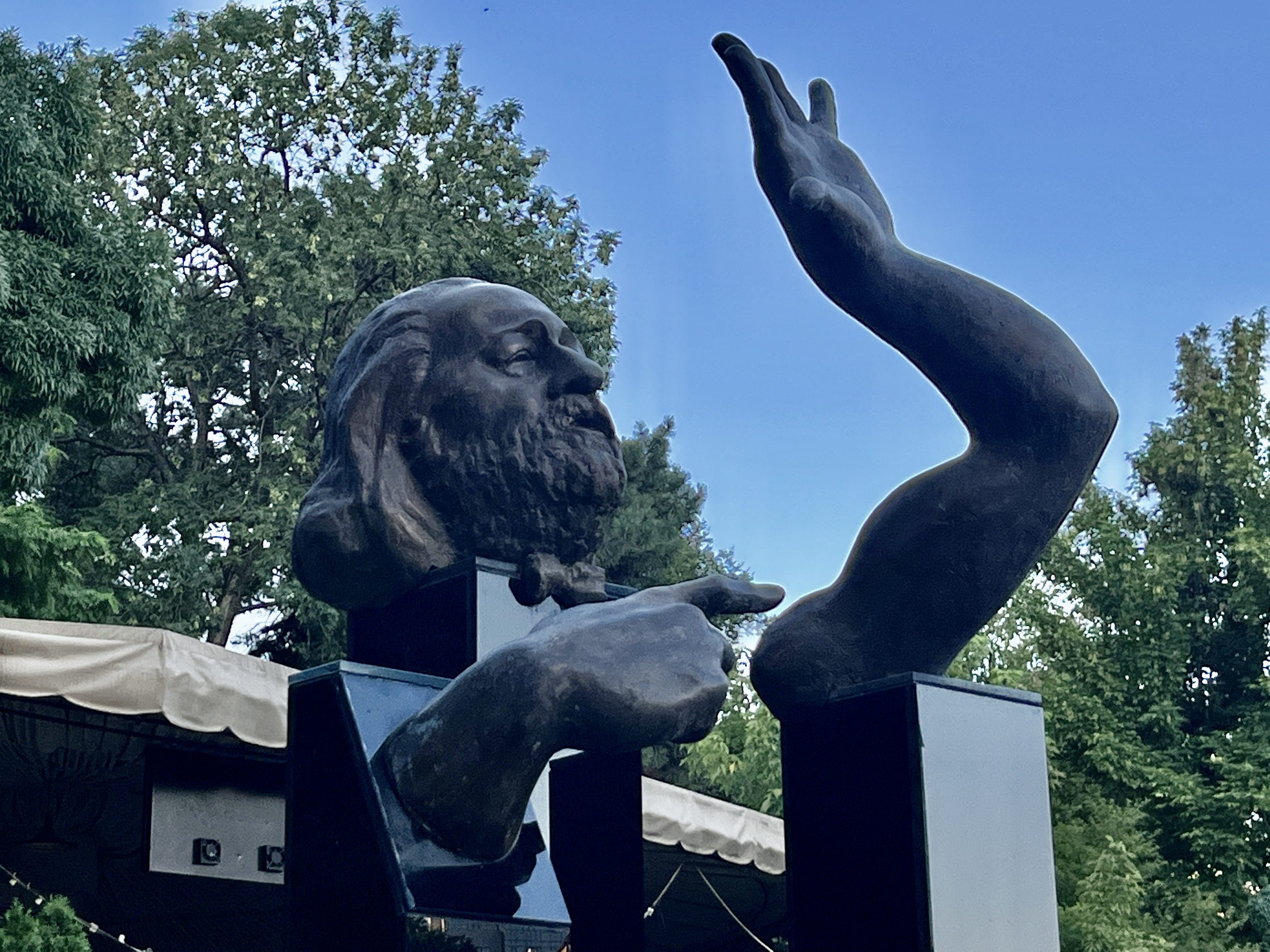
Бюст Огана Дуряна